# David Malouf

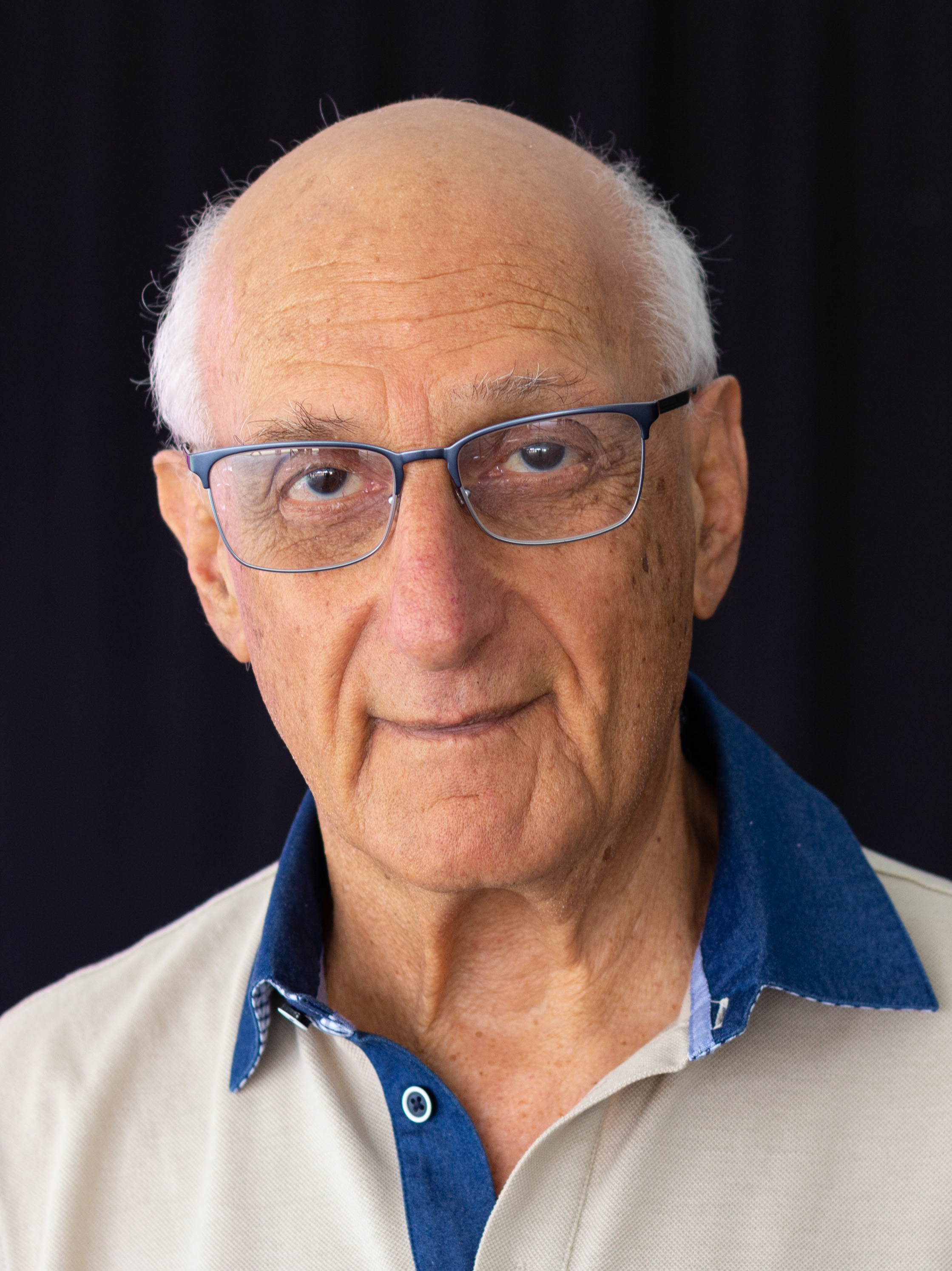
David Malouf

David Malouf (* 20. März 1934 in Brisbane, Australien) ist einer der bekanntesten lebenden australischen Autoren.
Zu seinen Werken gehören Johnno, An Imaginary Life, Harland’s Half Acre, The Great World und Remembering Babylon.
Für The Great World erhielt er 1991 den Commonwealth Writers’ Prize, den Miles Franklin Award sowie den Prix Femina Étranger. Remembering Babylon wurde im Jahre 1996 mit dem ersten International IMPAC Dublin Literary Award ausgezeichnet, der seitdem jährlich verliehen wird. 2000 war er Preisträger des Neustadt International Prize for Literature.
Zu seinen weiteren Arbeiten gehören fünf Gedichtbände und drei Opernlibretti.
Zurzeit lebt er in Sydney.

## Jugend und Ausbildung
Malouf wurde in Brisbane, Australien, als Sohn eines christlich-libanesischen Vaters und einer in England geborenen Mutter portugiesisch-sephardischer Herkunft geboren.
Schon als Kind las er viel. Bereits als Zwölfjähriger las er Wuthering Heights, Bleak House and The Hunchback of Notre Dame. Diese Bücher, so sagte er später, lehrte ihn einiges über Sex: „Sie (die Bücher) erzählten, dass es ein erstaunliches, leidenschaftliches Leben gab, von dem ich nichts wußte“. Er besuchte die Brisbane Grammar School und schloss sein Studium an der University of Queensland im Jahre 1955 ab. Zunächst arbeitete er als Lehrer an seiner alten Schule. sodann lehrte er Englische Sprache und Literatur an der University of Queensland und der University of Sydney.

## Leben und Erfolge als Schriftsteller
Er lebte in England und in der Toskana, verbrachte jedoch die meiste Zeit der letzten drei Jahrzehnte in Sydney. Wie viele Schriftsteller liebt er die Ungestörtheit und deshalb gefiel es ihm in der Toskana besonders, „wo er in Anonymität denken und schreiben konnte“.
Sein erster Roman Johnno (1975), ist die semi-autobiographische Geschichte eines jungen Mannes, der in Brisbane während des Zweiten Weltkriegs aufwächst. Sein Buch wurde vom La Boite Theatre 2004 für die Bühne adaptiert. Im Jahre 1982 bekam er für seine Novelle über drei Bekannte und ihre Erfahrungen des Ersten Weltkriegs Fly Away Peter den Preis The Age Book of the Year. Sein epischer Roman The Great World (1990) erzählt die Geschichte zweier Australier und ihrer Beziehung zueinander im Tumult zweier Weltkriege bis hin zu ihrer Kriegsgefangenschaft in japanischer Hand. Der Roman gewann den Commonwealth Writers’ Prize und den französischen Preis Prix Femina Étranger. Der Roman Remembering Babylon (1993) spielt im Norden Australiens um 1850. Eine Gruppe eingewanderter schottischer Farmer fühlt sich verunsichert durch die Ankunft eines von Aborigines aufgezogenen jungen Mannes.
Im Jahre 2007 bekam er für die Kurzgeschichtensammlung Every move you make erneut den Preis The Age Book of the Year sowie den Queensland Premier’s Literary Awards sowie den Australian Short Story Collection - Arts Queensland Steele Rudd Award. Der australische Kritiker Peter Craven nannte die Geschichten „wunderbar und bezaubernd wie man sie selten in der englischsprachigen Welt findet.“ Er fügte hinzu: „Niemand in diesem Lande hat die Sprachtönung, die Gewandtheit in der Prosa, und die Leichtigkeit des Überganges zwischen lyrischen und realistischen Effekten. Der Mann ist ein Meister seines Faches, ein hervorragender Schriftsteller und (und das ist nicht das gleiche): Ein raffinierter literarischer Grandseigneur.“
Malouf hat einige Bände Gedichte verfasst, drei Sammlungen Kurzgeschichten und das Theaterstück Blood Relations (1988). Er hat drei Libretti für Opern verfasst, darunter Voss, die Adaptation eines Romans gleichen Namens des australischen Nobelpreisträgers Patrick White. Diese Oper wurde in Adelaide im Jahre 1986 beim Adelaide Festival of Arts uraufgeführt. Die Uraufführung wurde musikalisch geleitet von Stuart Challender. Ein weiteres Libretto entstand für Baa Baa, Black Sheep (nach der Musik von Michael Berkeley). Es kombiniert semi-autobiographische Szenen aus Rudyard Kiplings Kurzgeschichte Baa Baa, Black Sheep mit Szenen aus Kipling’s Das Dschungelbuch. Seine Autobiografie 12 Edmondstone Street, erschien im Jahre 1985.

## Themen und deren schriftstellerische Bearbeitung
Malouf sagte über das Wesen seiner Autorenschaft: „Ich lehne die Idee, Repräsentant für irgendetwas zu sein, komplett ab. Diese ganze Idee ein Vorbild zu sein: eine schreckliche Idee. Ich finde es merkwürdig, eine Art Repräsentant des Gewissens dieses Landes zu sein. Du machst was Du machst in der Form wie Du es richtig findest aus einer Art Notwendigkeit heraus. Ich kann nicht einsehen, warum das für irgendjemand sonst wichtig sein könnte“.
Malouf hat das Erscheinen seiner Romane mehr mit der Entdeckung oder Erkundung vorher unbekannter Zimmer eines Hauses verglichen als mit einer zielgerichteten Entwicklung: „Zu einem bestimmten Zeitpunkt beginnt man Verbindungen zwischen Dingen zu erkennen und dann beginnt man zu erkennen, was man erkundet.“ Von seinem ersten Buch Johnno an, hat er sich mit dem Thema der Suche nach der „männlichen Identität und Selbstanalyse“ beschäftigt. Seiner Meinung nach war ein großer Teil der Literatur männlicher Schriftsteller vor seiner Zeit auf die reine Aktion fixiert, sie „befasste sich mit der Welt der Handlung. Ich glaube nicht, dass das jemals eine richtige Beschreibung des Lebens der Männer war.“ Er meint, dass es Patrick White war, der der australischen Literatur in der Hinsicht eine neue Richtung gab: Whites Fähigkeit zu schreiben war von der Art „die hinter die Schwerfälligkeit im Ausdruck und die Wortkargheit schaut, die Gefühlsausdruck jenen Personen verleiht, die ihn selbst nicht haben.“
„Ich wußte, daß die Welt um uns herum nur so lange uninteressant erscheint, so lange man nicht erkennen kann, was wirklich vor sich geht. Der Ort von dem man kommt ist immer der exotischste, den man jemals erleben wird. Weil es der einzige Ort ist, wo man selbst feststellt, wie viele Geheimnisse und Mysterien sich im Leben der Menschen finden.“ Jedoch: Nach nahezu vier Dekaden als Autor konstatiert er bei älteren Schriftstellern ein „Schwinden der Intensität der Imagination und des Interesses an den winzigsten Details des Lebens und Verhaltens – sehen Sie (Autoren) sind ein bisschen unzufrieden damit.“

## Werke

### Romane
- 1975 Johnno
- 1978 An Imaginary Life
  - Das Wolfskind, dt. von Helga Herborth; Greno, Nördlingen 1987. ISBN 3-89190-804-0
- 1979 Fly Away Peter
- 1982 Child’s Play
- 1984 Harland’s Half Acre
  - Verspieltes Land, dt. von Erhard Schüttpelz; Benziger, Zürich 1989. ISBN 3-545-36477-1
- 1990 The Great World
  - Die grosse Welt, dt. von Götz Burghardt; Benziger, Zürich 1991. ISBN 3-545-36494-1
- 1993 Remembering Babylon
  - Jenseits von Babylon, dt. von Adelheid Dormagen; Zsolnay, Wien 1996. ISBN 3-552-04807-3
- 1996 The Conversations At Curlow Creek
  - Die Nachtwache am Curlow Creek, dt. von Adelheid Dormagen; Zsolnay, Wien 1997. ISBN 3-552-04854-5
- 2009 Ransom
  - Die tapfersten der Söhne, dt. von Susann Urban; Edition Büchergilde/Büchergilde Gutenberg, Frankfurt am Main 2012. ISBN 978-3-940111-94-4.

### Erzählungen
- 1983 Antipodes
  - Südlicher Himmel, dt. von Adelheid Dormagen; Zsolnay, Wien 1999. ISBN 3-552-04919-3
- 1999 Untold Tales
- 2000 Dream Stuff
- 2006 Every Move You Make
- 2007 The Complete Stories

### Lyrik
- 1970 Bicycle and Other Poems
- 1974 Neighbours in a Thicket
- 1976 Poems 1975-76
- 1980 Wild Lemons
- 1994 Selected Poems 1959-1989
- 2007 Guide to the Perplexed and other Poems
- 2007 Typewriter Music
- 2008 Revolving Days

### Sachbücher
- 1985 12 Edmondstone St (Autobiografie)
- 1998 A Spirit of Play - Boyer Lectures (Essays)
- 2003 Made in England (Essay)
- 2008 On Experience (Essay)

### Theaterstücke
- 1988 Blood Relations

### Opern-Libretti
- 1986 Voss
- 1991 Mer de Glace
- 1993 Baa Baa Black Sheep